# 野球ホンジュラス代表
野球ホンジュラス代表（やきゅうホンジュラスだいひょう）は、ホンジュラスにおける野球のナショナルチームである。

## 国際大会

### ワールド・ベースボール・クラシック
- 2006年 - 参加せず
- 2009年 - 参加せず
- 2013年 - 参加せず

### オリンピック
- 2008年 - 参加せず

### WBSCプレミア12
- 2015年 - 参加資格無し
- 2019年 - 参加資格無し
- 2024年 - 参加資格無し

### ワールドカップ[1]
- 1950年 - 12位
- 1952年 - 13位
- 1961年 - 7位
- 1972年 - 11位

### WBSCインターコンチネンタルカップ
- 全年 - 参加せず

### パンアメリカン競技大会
- 1951年 - 参加せず
- 1955年 - 参加せず
- 1959年 - 参加せず
- 1963年 - 参加せず
- 1967年 - 参加せず
- 1971年 - 参加せず
- 1975年 - 参加せず
- 1979年 - 参加せず
- 1983年 - 参加せず
- 1987年 - 参加せず
- 1991年 - 参加せず
- 1995年 - 参加せず
- 1999年 - 参加せず
- 2003年 - 参加せず
- 2007年 - 参加せず